# Acanthurus achilles
Acanthurus achilles là một loài cá biển thuộc chi Acanthurus trong họ Cá đuôi gai. Loài cá này được mô tả lần đầu tiên vào năm 1803.

## Từ nguyên
Từ định danh của achilles không rõ hàm ý, có lẽ được đặt theo tên của Achilles, vị chiến binh vĩ đại của đội quân Hy Lạp cổ đại trong cuộc chiến thành Troia, đề cập đến ngạnh đuôi sắc nhọn của loài cá này.

## Phạm vi phân bố và môi trường sống
A. achilles có phạm vi phân bố phổ biến ở Trung Thái Bình Dương nhưng thưa thớt ở Tây và Đông Thái Bình Dương. Ở Tây Thái Bình Dương, A. achilles được ghi nhận ở quần đảo Ryukyu, quần đảo Ogasawara và đảo Marcus (Nhật Bản), cũng như nhiều đảo quốc, quần đảo thuộc châu Đại Dương, từ khắp tiểu vùng Micronesia, trải dài đến một vài đảo quốc thuộc Melanesia và hầu hết Polynesia (giới hạn ở phía bắc đến quần đảo Hawaii và phía đông đến quần đảo Pitcairn); ở đông Thái Bình Dương, A. achilles được ghi nhận ở phía nam bán đảo Baja California và rạn san hô Clipperton.
A. achilles sống gần các rạn san hô ven bờ ở độ sâu khoảng 18 m trở lại.

## Mô tả
Chiều dài cơ thể lớn nhất được ghi nhận ở A. achilles là 24 cm. Loài cá này có một mảnh xương nhọn màu cam chĩa ra ở mỗi bên cuống đuôi, tạo thành ngạnh sắc. Ngạnh này có thể có nọc độc.
Cơ thể hình bầu dục thuôn dài, có màu nâu sẫm, gần như đen với một đốm lớn hình giọt nước, có màu cam nổi bật ở phía thân sau. Cá con không có đốm màu cam này, hoặc chỉ xuất hiện như là một vệt mờ. Có một vòng màu lam trắng bao quanh miệng, và một vệt cùng màu ở ngay góc của nắp mang. Các dải màu trắng ở sát gốc vây, và các dải màu cam viền ngoài dải trắng ở trên vây lưng và vây hậu môn, đều có dải viền màu trắng xanh ở rìa ngoài. Vây đuôi có một dải màu cam rộng, viền là một dải màu trắng; đuôi lõm, có 2 thùy tương đối dài. Vây bụng có màu trắng và nâu.
Số gai ở vây lưng: 9; Số tia vây ở vây lưng: 29–33; Số gai ở vây hậu môn: 3; Số tia vây ở vây hậu môn: 26–29; Số tia vây ở vây ngực: 16; Số gai ở vây bụng: 1; Số tia vây ở vây bụng: 5.

## Sinh thái
A. achilles thường sống thành từng nhóm, và là loài có tính lãnh thổ cao. Chúng ăn tảo đỏ và tảo lục dạng sợi.

### Lai vớiA. nigricans
A. achilles, Acanthurus japonicus, Acanthurus leucosternon và Acanthurus nigricans là 4 loài chị em với nhau, được xếp vào nhóm phức hợp loài A. nigricans (còn được gọi là phức hợp loài A. achilles). Trong 4 loài kể trên, A. nigricans là loài có phạm vi phân bố rộng nhất, chồng lấn lên tất cả phạm vi phân bố của 3 loài còn lại. Chính vì vậy, A. nigricans thường tạo ra những cá thể lai với chúng.
Những cá thể tạp giao giữa A. achilles và A. nigricans đã được quan sát và ghi nhận ở tại quần đảo Marshall và Kosrae, quần đảo Caroline. Ngoài ra, A. rackliffei, một loài cá đuôi gai được phát hiện tại đảo san hô Orona (quần đảo Phoenix), được cho là con lai giữa hai loài này.

## Thương mại
A. achilles là một trong 4 loài được đánh bắt để làm cá cảnh nhiều nhất ở Hawaii; 3 loài còn lại là Zebrasoma flavescens, Naso lituratus và Ctenochaetus strigosus. Bốn loài cá đuôi gai này chiếm 90% tổng sản lượng đánh bắt cá cảnh hàng năm của Hawaii. Một con A. achilles được bán với giá dao động khoảng từ 130 đến 250 USD.

### Trích dẫn
- "Surgeons and suture zones: Hybridization among four surgeonﬁsh species in the Indo-Paciﬁc with variable evolutionary outcomes". Molecular Phylogenetics and Evolution. Quyển 101. 2016. tr. 203–215. doi:10.1016/j.ympev.2016.04.036. {{Chú thích tạp chí}}: Đã bỏ qua tham số không rõ |authors= (trợ giúp)